# Milan Vinkler (fotbalista)
Milan Emil Vinkler (7. listopadu 1940 Bánovce nad Bebravou – 8. května 2003 Prešov), často uváděný jako Milan Winkler, byl slovenský fotbalový útočník.

## Hráčská kariéra
V československé nejvyšší soutěži hrál za Jiskru Otrokovice a Tatran Prešov, vstřelil jeden prvoligový gól (podrobnosti zde). S oběma oddíly sestoupil z nejvyšší soutěže, za oba nastupoval i ve II. lize. S fotbalem začínal ve svém rodišti, hrál také za druholigovou Žilinu. Během základní vojenské služby působil v Dukle Kroměříž.

### Prvoligová bilance
| Ročník          | Zápasy | Góly | Minuty | Klub                 |
| --------------- | ------ | ---- | ------ | -------------------- |
| I. liga 1964/65 | 12     | 1    | 1 004  | TJ Jiskra Otrokovice |
| I. liga 1965/66 | 2      | 0    | 180    | TJ Tatran Prešov     |
| CELKEM I. LIGA  | 14     | 1    | 1 184  |                      |